# Chi Công chúa
Cananga là chi thực vật có hoa trong họ Annonaceae.

## Các loài
- Cananga brandisiana (Pierre) I.M. Turner, 2009[2]
- Cananga odorata (Lam.) Hook.f. & Thomson, 1855
  - Cananga odorata var. fruticosa (Craib) J.Sinclair, 1955

## Lịch sử tên gọi
Từ cananga có nguồn gốc từ tiếng Mã Lai kenanga. Các nhà thám hiểm và truyền giáo châu Âu từ thế kỷ 17 đã dùng nó để chỉ ít nhất là 1 loài thực vật châu Á. Georg Everhard Rumphius (1627-1702) là người đầu tiên sử dụng từ cananga trong tài liệu viết về thực vật học. Ông bắt đầu viết bản thảo cho công trình sau này là Herbarium Amboinense vào khoảng năm 1663 cho Công ty Đông Ấn Hà Lan, nhưng do các lý do chính trị và thương mại mà tác phẩm của ông chỉ được xuất bản từ năm 1741. Trong tập 2 của Herbarium Amboinense Rumphius đã nhắc tới cananga từ bonga cananga = bungah kenanga = hoa cananga. Cananga, cananga domestica hay cananga vulgaris như được đề cập trong tài liệu này và chú giải với tiêu bản (tab. 65) rõ ràng là chỉ tới Cananga odorata, mặc dù đài hoa 4 phần trong hình vẽ rõ ràng là sai lầm.
François Valentijn, con rể của Rumphius, đã sử dụng một phần bản thảo Herbarium Amboinense để viết Oud en Nieuw OostIndiën. Tác phẩm này đã có ảnh hưởng trong gần 2 thế kỷ như là chỉ dẫn chung về Viễn Đông. Cananga xuất hiện lần đầu tiên ở dạng in ấn trong quyển 3 (Valentijn, 1726, tr. 213) trong đó nó được miêu tả (phụ lục 1 chứa bản dịch sang tiếng Anh của văn bản gốc) và vẽ hình minh họa (tab. 42, hình 2). Có rất ít nghi vấn về việc Valentijn đã miêu tả Cananga odorata.
Jean Baptiste Christophore Fusée Aublet sử dụng từ cananga của Rumphius như là đơn vị phân loại thực vật ở cấp chi vào năm 1775 tại trang 607-608 trong quyển 1 Histoire des plantes de la Guiane Françoise, với loài được mô tả là Cananga ouregou = Guatteria ouregou ở Nam Mỹ. Do không có gì trong các yếu tố mà Rumphius đề cập tới là đã có hiệu lực khi Aublet công bố tên gọi Cananga, nên chi này phải được điển hình hóa bởi Cananga ouregou [ICBN (McNeill et al., 2006) Art. 10.3 ex. 3]. Nhưng Cananga Aubl., 1775 lại có trước Guatteria Ruiz & Pav., 1794 và vì thế có độ ưu tiên cao hơn trong việc được coi là tên gọi chính xác cho một chi rất lớn ở Tân thế giới. Rafinesque (1815, tr. 175) cũng sử dụng Cananga như là tên chi nhưng không có bất kỳ miêu tả hay chỉ dẫn nào về nguồn gốc của nó.
Trong xử lý phân loại Unona, Michel Félix Dunal (1817) công nhận 2 bậc đơn vị phân loại dưới cấp chi mà không có chỉ dẫn chính thức. Một trong các bậc phân loại thấp hơn này chứa 9 loài, bao gồm Unona odorata (Lam.) Dunal, được ông gọi là Cananga. Muộn hơn, de Candolle (1817) tuân theo phân loại của Dunal, sử dụng Cananga giống như Dunal, mặc dù ông đặt tên cho cả đơn vị phân loại (Unonaria) và bậc (tổ) của mức cao hơn Cananga. Nói chung người ta có thể coi Cananga ở đây như là bậc phân tổ (subsectio, như McNeill et al. (2006); Jessup (2007)) nhưng bản thân de Candolle lại không chỉ ra một bậc rõ ràng cho nó. Blume (1830) dường như là người đầu tiên sử dụng Cananga cho một bậc phân loại dưới chi rõ ràng khi ông nhắc tới Uvaria sectio Canangae. Do ông phát biểu tại trang 12 rằng các tổ của ông là dựa theo Dunal nên điều này có thể coi như là phương án viết chính tả của Cananga. Hooker & Thomson (1855) chỉ miêu tả 1 loài là Cananga odorata (Lam.) Hook.f. & Thomson khi họ miêu tả chi Cananga Rumph. ex Hook.f. & Thomson. Mặc dù không có tham chiếu trực tiếp tới Dunal, nhưng Hooker & Thomson phải được coi là đã chuyển tên gọi của Dunal lên cấp chi [ICBN Art. 33.3 ex. 9]. Tuy nhiên, chi mới này là đồng âm muộn của Cananga Aubl. Baillon (1868) rõ ràng đã nhận ra điều này và đề xuất Canangium như là tên gọi thay thế [Cananga Rumph. nec Aubl.], nhưng ông lại sử dụng nó cho một tổ của Unona (tr. 213), chứ không phải ở cấp chi như nhiều tác giả sau này ngộ nhận. King (1892) là người đầu tiên sử dụng Canangium làm tên gọi cho một chi khi công nhận Canangium odoratum (Lam.) Baill. ex King và miêu tả loài thứ hai là Canangium scortechinii (sau này bị hạ xuống thành đồng nghĩa của Cananga odorata (Corner, 1939).
Trong thế kỷ 19-20 đã có sự lộn xộn trong việc sử dụng tên gọi chi Cananga. Nó từng được sử dụng cho cả Guatteria Ruiz & Pav. và Cananga, kể cả trong thời gian mà tên gọi Canangium được sử dụng để chỉ đơn vị phân loại có ở châu Á. Năm 1910 tại Đại hội Thực vật học Quốc tế ở Brussels người ta đã đề xuất Guatteria và nó được chấp nhận là tên gọi được bảo toàn so với Cananga Aubl.. Năm 1952, tên gọi Cananga Hook.f. & Thomson cũng chính thức được bảo toàn so với Cananga Aubl.. Vì thế, danh pháp Cananga Aublet, 1775 kể từ năm 1952 bị ICBN coi là nomen rejiciendum (danh pháp bị từ chối). Sự bảo toàn tên gọi cũng tự động làm cho tên gọi đồng nghĩa cùng bậc bị mất hiệu lực [ICBN Art. 14.4], vì thế Canangium Baill. ex King cũng trở thành nomen rejiciendum.